# Gare de Tosa-Irino
La gare de Tosa-Irino (土佐入野駅, Tosa-Irino-eki) est une gare ferroviaire localisée dans le bourg de Kuroshio, dans la préfecture de Kōchi au Japon. La gare est exploitée par la compagnie Tosa Kuroshio Railway, sur la ligne Nakamura.

## Situation ferroviaire
Établie à 6 mètres d'altitude, la gare de Tosa-Irino (TK37) est située au point kilométrique (PK) 34,3 de la ligne Nakamura (à voie unique et étroite 1 067 mm), entre les gares d'Ukibuchi et de Nishi-Ōgata.

## Histoire
- 1er octobre 1970 Ouverture de la gare  sur la ligne par la Japanese National Railways
- 1er avril 1987 La Japanese National Railways est découpée en plusieurs sociétés, la JR Shikoku reprend la gestion de cette gare
- 1er avril 1988 La gestion de la gare est confiée à la société Tosa Kuroshio Railway
- 1er avril 2004 Il n'y a plus de préposé de gare

## Service des voyageurs

### Ligne ferroviaire
- Tosa Kuroshio Railway
  - Ligne Nakamura TK37

### Quai
- Cette gare dispose d'un quai et d'une voie.

| N° de voie | Ligne         | Direction |
| ---------- | ------------- | --------- |
| 1          | ▆ TK Nakamura | Nakamura  |
| 1          | ▆ TK Nakamura | Kubokawa  |

## Alentours
- On trouvera proche de la gare, le Musée de la littérature Akatsuki Kambayashi.
- Le musée du littoral  [3]